# Cục diện thế giới
Cục diện thế giới là bức tranh toàn cảnh các mặt của đời sống quốc tế (về kinh tế, chính trị, quân sự, văn hóa, tôn giáo…) diễn ra trong một khoảng thời gian nhất định; trong đó phản ánh tương quan lực lượng và quan hệ giữa các chủ thể chính, các trung tâm quyền lực lớn.

## Thành tố cấu thành
- Các quốc gia (nước lớn quyết định)
- Các tổ chức quốc tế (mang tính cách quốc gia hoặc được quốc gia ủy quyền)
- Các cơ chế liên kết, diễn đàn quốc tế
- Các tổ chức phi chính phủ quốc tế
- Các công ty xuyên quốc gia
- Hệ thống luật pháp
- Các phong trào chính trị, xã hội